# Pietro Campori
Pietro Campori (Castelnovo di Garfagnana, 1553 - Cremona, 4 de fevereiro de 1643) foi um cardeal do século XVII

## Biografia
Nasceu em Castelnovo di Garfagnana em Ca. 1553, Castelnovo di Garfagnana, diocese de Modena. O mais velho dos quatro filhos de Giammaria Campori e Vittoria Sandonnini. Os outros irmãos eram Giuseppe (agente diplomático), Onofrio (poeta, secretário dos cardeais Girolamo Mattei e Alessandro Farnese, júnior ) e Giovanni Battista (capitão na França e nobre do Sacro Império Romano). Tio do Padre Gianmaria Campori, SJ, missionário na Índia. Seu sobrenome também está listado como Campora; como Camporus; e como Camporeu.
Estudou em Lucca; tomou o hábito eclesiástico e foi estudar na Universidade de Pisa, onde se doutorou in utroque iure , direito canônico e civil..
Ordenado (sem data), Modena. Tentou obter por oposição a freguesia de Castelnovo mas falho. Foi para Roma, onde tinha três irmãos, e entrou na corte de Cesare Speciano, prelado da Cúria Romana, depois bispo de Novara e Cremona, e núncio na Espanha e na Áustria. Acompanhou o Núncio Speciano à Espanha como auditor e depois como secretário; era muito apreciado na corte espanhola e o rei Felipe II concedeu-lhe vários benefícios eclesiásticos e uma pensão a cargo do bispado de Vigevano. Acompanhou o Núncio Speciano à sua nunciatura na Áustria, 1592-1597; participou da Dieta de Ratisbona em 1594; O imperador Rudolf II concedeu-lhe um diploma de nobreza em 1596. Auxiliou o bispo Speciano na administração da diocese de Cremona e participou dos sínodos diocesanos celebrados entre 1599 e 1604. Cônego do capítulo da catedral de Cremona em 1600. Retornou a Roma em 1607 , após a morte do Bispo Speciano.Comendador do Archhospital S. Spirito em Sassia , Roma, durante quase oito anos, foi grão-mestre ( prettore generale ) da Ordem dos Hospitalários, Cónegos Regulares de S. Spirito , que sediava o grande hospital romano de S. Spirito in Sassia ; Monsenhor Campori dirigiu-o e seus múltiplos ramos..
Criado cardeal sacerdote no consistório de 19 de setembro de 1616; recebeu o chapéu vermelho em 3 de outubro de 1616; e o título de S. Tommaso em Parione em 17 de outubro de 1616. Membro da SS. CC. do Concílio, Bispos e Regulares e Santo Ofício. Foi protetor da Ordem dos Camaldulenses. Abade comendatario de Caramagna no Piemonte. Sua principal tarefa era, no entanto, a direção dos interesses da família Borghese. O Papa Paulo V o chamou de Oracolo della Curia . Participou do conclave de 1621, que elegeu o Papa Gregório XV..
Eleito bispo de Cremona em 17 de março de 1621. Consagrado em 16 de maio de 1621, Roma, pelo cardeal Giovanni Battista Leni, auxiliado por Giovanni Luigi Pasolini, bispo de Segni, e por Fabrizio Landriani, bispo de Pavia. Na mesma cerimônia foram consagrados o cardeal Giulio Roma, bispo de Recanati e Loreto, e o cardeal Desiderio Scaglia, bispo de Melfi. Residiu ininterruptamente em Cremona, administrando a diocese pessoalmente e com muito cuidado; celebrou um sínodo diocesano em 1635. Participou do conclave de 1623, que elegeu o Papa Urbano VIII. As condições em que exerceu seu cargo foram, de certa forma, muito difíceis. Por um lado, tinha de fazer valer a sua autoridade de bispo sobre um clero indisciplinado e ignorante; e sobre mosteiros decadentes que estavam tentando escapar de seu poder. Por outro lado, havia tensões com o governo espanhol em Milão pelas habituais disputas de jurisdição. Mas, sobretudo, todo o país sofria as graves consequências das guerras travadas no norte da Itália. Durante a guerra de sucessão de Mântua em 1629-1630 e novamente no decorrer das campanhas militares contra o Ducado de Milão em 1635-1636, foi saqueada e devastada pelos exércitos que a atravessaram, e afligida pela peste que eles trouxe. O Cardeal Campori trabalhou arduamente para proteger as igrejas, mosteiros e suas posses da devastação da guerra. Ele havia planejado ter seu sobrinho César como seu sucessor na sé de Cremona, mas o primeiro morreu dez anos antes do cardeal. Da considerável riqueza acumulada ao longo dos anos devido à sua grande parcimônia e habilidade empresarial, o cardeal Campori dedicou parte a generosas doações. Em particular, ele doou capelas e altares dedicados a Nossa Senhora nas igrejas do Paraíso em Modena e Castelnuovo em Cremona..
Morreu em Cremona em 4 de fevereiro de 1643. Sepultado à direita do altar de S. Pietro, em frente ao monumento do Núncio Cesare Speciano, na catedral de Cremona..